# Overland Airways
Overland Airways es una aerolínea con base en Lagos en Nigeria. Efectúa vuelos de cabotaje desde Lagos e Ibadán. Su principal base de operaciones es el Aeropuerto Internacional Murtala Muhammed, Lagos, con un segundo aeropuerto principal en el Aeropuerto Internacional Nnamdi Azikiwe, Abuya.

## Historia
La aerolínea comenzó a operar el 26 de noviembre de 2003 y tiene 120 empleados (en marzo de 2007).

## Destinos
Destinos domésticos regulares (en enero de 2010):
- Abuya (Aeropuerto Internacional Nnamdi Azikiwe)
- Ibadan (Aeropuerto de Ibadan)
- Ilorin (Aeropuerto Internacional de Ilorin)
- Lagos (Aeropuerto Internacional Murtala Mohammed)
- Asaba (Aeropuerto Internacional de Asaba)

## Flota

### Flota Actual
La flota de Overland Airways incluye los siguientes aviones (a junio de 2022):
| ATR 42-320    | 4 | — |  |  |  |  |
| ATR 72-200    | 2 | — |  |  |  |  |
| Embraer 145LR | 1 | — |  |  |  |  |
| Total         | 7 | — |  |  |  |  |

La Aerolínea posee a junio de 2022 una edad promedio de 29.1 años.